# Yakage
Yakage (japanska: 矢掛町?, Yakage-chō) är en landskommun (köping) i Okayama prefektur i Japan.  
Kommunen har gett namn till asteroiden 9719 Yakage. 